# 타케다 히나타
타케다 히나타(일본어: 武田日向 다케다 히나타[*], 1978년 8월 11일 ~ 2017년 1월)는 일본의 여성 만화가이다. 여성 장신구, 드레스, 프릴 등의 섬세한 묘사와 화려한 무늬, 머리카락의 표현력이 뛰어나다는 것이 그녀의 일러스트의 특징이다.
2017년 1월에 지병으로 사망했다.

## 작품
- 고식 원작 소설 일러스트 담당
- 야에카의 카르테
- 여우와 아토리
- 이국미로의 크로와제